# Roszki-Włodki
Roszki-Włodki – wieś w Polsce położona w województwie podlaskim, w powiecie białostockim, w gminie Łapy.
W latach 1975–1998 miejscowość administracyjnie należała do województwa białostockiego.